# Натто
Натто або нато́ (яп. 納豆, натто:, «боби, які зберігаються») — традиційна японська їжа, яку готують із зброджених соєвих бобів. Особливо популярна на сніданок. Має специфічний запах та смак, а також липку, тягучу консистенцію.

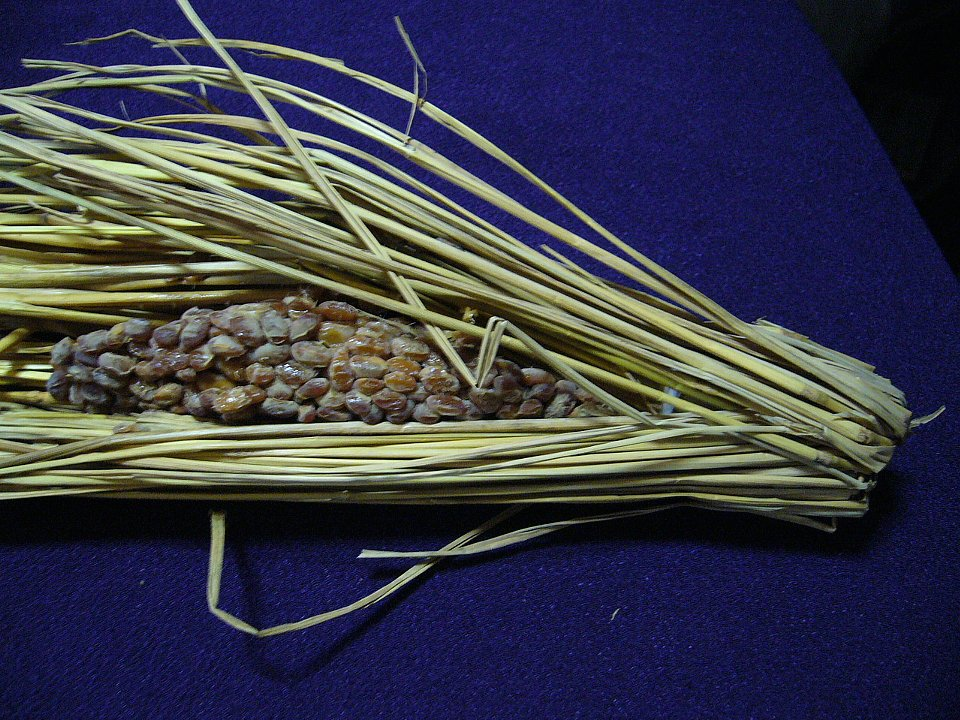
Натто, загорнуте в рисову солому

Багатий білками натто та паста місо були основою кухні феодальної Японії. У наш час натто має популярність у східних регіонах Японії: Канто, Тохоку та Хоккайдо.

## Історія
Точний час появи натто невідомий, проте його можна віднести до пізнього періоду Дзьомон (час початку культивації рису і, як наслідок, появи рисової соломи) або раннього Яйой (час поширення соєвих бобів). Легкість виробництва також наводить на думку про одночасну появу натто в різних районах Японії.
Існує кілька теорій походження натто. Одне з джерел пов'язує походження натто з Китаєм часів династії Чжоу, а їх поява в Японії — з буддистським священиком Гандзином.
Також існує легенда, що в 1083 році загін Мінамото но Йосіїе був атакований під час варіння соєвих бобів для коней. У поспіху боби помістили в мішки з рисової соломи, які відкрили тільки через кілька днів. На той час боби вже забродили, і солдати вирішили їх спробувати. Їм сподобався смак, і вони запропонували боби Мінамото но Йосіїе, якому вони також сподобалися.
Ще одна легенда приписує створення натто принцу Сьотоку: ночуючи в селі Вараді (префектура Сіґа), він нагодував коня вареними соєвими бобами, а залишки загорнув у рисову солому і повісив на дерево. На ранок боби забродили, принц спробував їх з сіллю і розповів про рецепт селянам.
Перша згадка про натто в літературі відноситься до 11 століття, приблизно до 1068 рік (документ Сін-Саругаккі (яп. 新 猿 學 記) авторства Фудзівара-но Акіхіро).
Одне з основних змін у виробництві натто відбулося в епоху Тайсьо, коли була відкрита культура Bacillus natto, сінна паличка, що дозволило зброджувати боби без використання соломи. Це значно спростило виробництво і підвищило продуктивність.
У 1982 з метою підняття продажів Асоціація виробників натто оголосила 10 липня «днем натто». Вибір дня ґрунтується на грі слів: липень — сьомий місяць, цифра «сім» японською звучить як нана (яп. 七); десятого числа читається як тока (яп. 十 日, то:ка). По перших складах це звучить як нато. Однак у свідомості японців «натто» асоціюється із зимою. Збір врожаю сої закінчується наприкінці листопада та натто, приготований зі свіжих бобів, вважається кращим. Хоча при сьогоднішніх способах зберігання особливих обмежень немає.

## Виробництво
Натто виробляють з соєвих бобів, зазвичай зі спеціальних натто-бобів. Перевага віддається дрібним бобам, оскільки чим вони менші, тим легше процес бродіння досягає серцевини. Боби миють і залишають розмокати в воді від 12 до 20 годин. Потім набряклі боби пропарюють протягом 6 годин (або менше — в разі використання автоклава). В боби додається сінна паличка, яка в Японії знана як натто-кін. З цього моменту слід убезпечити продукт від домішок й інших бактерій. Суміш бродить до 24 годин при температурі 40 °C. Після цього натто охолоджують і вистоюють в холодильнику до одного тижня для створення тягучості. Під час вистоювання при температурі 0 °C сінна паличка виробляє спори, а ферменти розкладають білки на складові амінокислоти.
У минулому натто готували, обертаючи пропарені соєві боби рисової соломою. Упаковані в солому боби поміщали або під вогнище, або в інше тепле місце в будинку, наприклад, в котацу, і витримували приблизно добу. За цей час сінна паличка в соломі розмножувалася, перетворюючи боби в натто.

## Опис і спосіб вживання

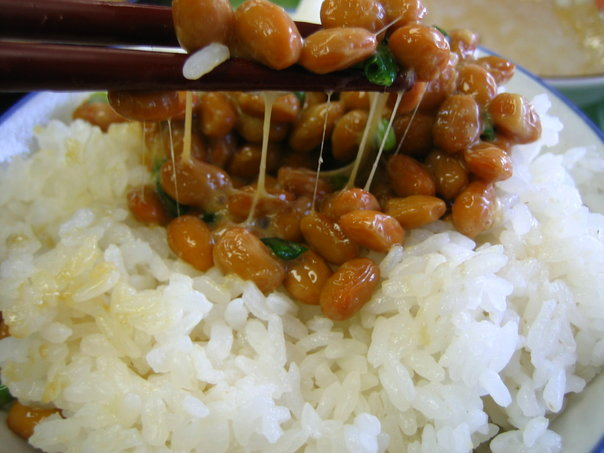
Натто зазвичай їдять з рисом

Перше, що можна помітити при розтині упаковки, це дуже сильний аміачний запах, схожий на запах деяких сирів. Якщо зачерпнути невелику кількість натто, за ним далеко потягнеться безліч тонких ниток. Смак у натто специфічний, з солоним присмаком, який не відповідає його запаху. Хоча існують сорти, у яких запах слабкий або навіть відсутній.
Натто зазвичай їдять на сніданок разом з рисом, або змішуючи, за смаком, з соєвим соусом, соусом цую, гірчицею, зеленою цибулею, тертим дайконом. Натто також вживають з чадзуке. У Хоккайдо і в північній частині Тохоку натто іноді посипають цукром. Натто також додають в інші страви, такі як суші, тости, суп місо, салати. Також може додаватися в окономіякі, і навіть спагеті, або додатково обсмажуватися. Сушене натто, з менш сильним запахом і тягучістю, може служити закускою. Існує також морозиво з натто.
Дуже часто відзначають специфічний смак і запах натто (одні можуть назвати його занадто сильним і огидним, а інші — «прісним і незначним»), який можна їсти, тільки додавши соєвий соус або гірчицю. Більшість іноземців називають натто «несмачним», хоча деякі вважають його делікатесом. Деякі виробники випускають натто без запаху, або зі слабким запахом. За різноманітністю думок натто можна порівняти з австралійським або новозеландським веджимайтом, французькими блакитними сирами, лютефіском з Норвегії та Швеції, фінським мяммі або англійським мармітом. Навіть у самій Японії натто не є однаково популярним. Щорічно Японія споживає близько 263 000 тонн натто.

## Медицина
Вивчається клінічна ефективність ферментованих бобів натто та добавки на їх основі - наттокінази як тромболітичного та фібринолітичного  засобу при ускладненнях серцево-судинних захворювань 